# Al-Hayat Media Center
Das al-Hayat Media Center (arabisch مركز الحياة للإعلام, DMG Markaz al-Ḥayāh li-l-Iʿlām ‚Medienzentrum ›das Leben‹‘) ist die Medienstelle des archaisch-islamistischen Netzwerks von Terroristen des Islamischen Staats. Das Zentrum produziert professionelle Propagandafilme von bis zu 90 Minuten Länge, beispielsweise eine Audiobotschaft von Abu Bakr al-Baghdadi im Dezember 2015. Al-Hayat nimmt eine zentrale Rolle in der Medienstrategie des IS ein.
Nach Recherchen des deutschen Magazins Cicero wurde das Media Center im Mai 2014 gegründet. Lediglich den Namen hat das Center mit der panarabisch und westlich orientierten Tageszeitung al-Hayat gemein. Um das westliche Publikum anzusprechen, produziert das al-Hayat Media Center sein Material in den Sprachen Englisch, Französisch, Russisch und Deutsch.

## Stellung
Das al-Hayat Media Center gilt als Medium zur Auslandspropaganda des Islamischen Staates. Es existieren viele weitere Propagandastellen des IS wie die Ajnad Media Foundation, die Al-I’tisam Media Foundation oder das Al-Furqan Institute for Media Production. Diese sollen stärker ein arabischsprachiges Publikum ansprechen. Dabei bildet das Al-Furqan Institute for Media Production das Sprachrohr der Führungsebene des IS. Die Ajnad Media Foundation produziert islamistische Audiobotschaften.

## Verbreitung
Die Verbreitung des Materials wird von westlichen Portalen meist schnell unterbunden. Weniger als einen Tag nach den Anschlägen in Paris im November 2015 verschob das al-Hayat Media Center sein Material in das Darknet und veröffentlichte ein Video, auf dem die Anschläge in Paris gefeiert wurden. Ein Dokument, in dem ISIS die Verantwortung für die Attacken übernimmt, wurde in Englisch, Türkisch und Russisch bereitgestellt.
Die neue Website im Darknet ist eine Kollektion von al-Hayat-Media-Center-Propagandaproduktionen. Neben der anti-westlichen Ikonographie werden Kampflieder (Naschids) und Gedichte für Mudschahedin an verschiedenen Orten bereitgestellt.

## Produktionen
Im Juni 2014 wurde ein Video unter dem Titel The End of Sykes-Picot veröffentlicht. In diesem wurde zur Aufhebung der Grenze zwischen Syrien und dem Irak aufgerufen.
Im Juli 2014 veröffentlichte al-Hayat unter anderem das Dabiq-Magazin.
Im Februar 2015 wurde der britische Journalist John Cantlie in einem Propagandavideo erwähnt, der Einwohner des zerstörten Aleppo interviewte.
2015 wurde ein Naschid-Song mit dem Titel „Wir sind Mujahid“ auf Chinesisch veröffentlicht, der muslimische Chinesen wie die Uiguren oder Hui-Chinesen ansprechen sollte.
Im April 2016 wurde ein Video „Blut für Blut“ veröffentlicht, das rekrutierte französische IS-Kämpfer mit Sprengstoffgürteln zeigt.
Das al-Hayat Media Center wurde für die Veröffentlichung des Trailers The Flames of War (deutsch: die Flammen des Krieges) sowie eines Naschid-s bekannt, einer Propaganda für die Anschläge in Paris am 13. November 2015. Der Trailer kündigte eine Videoserie an, die Mujatweets genannt wurden. Es folgte ein 60-Minütiger Propagandafilm im Stil einer Dokumentation.
Unter dem Titel Töte sie wo immer du sie finden kannst (französisch Tuez-les où que vous les rencontriez) wurden Exekutionen und Ausschnitte von Videos des Anschlags von Paris gezeigt.
Über Telegram wurden 2017 apokalyptische Botschaften verbreitet, die u. a. Donald Trump, Wladimir Putin oder Emmanuel Macron zeigten.
Am 21. März 2019 wurde das al-Hayat Media Center durch das US-Außenministerium als Teil des IS deklariert.